# Classe Executiva (aviação)

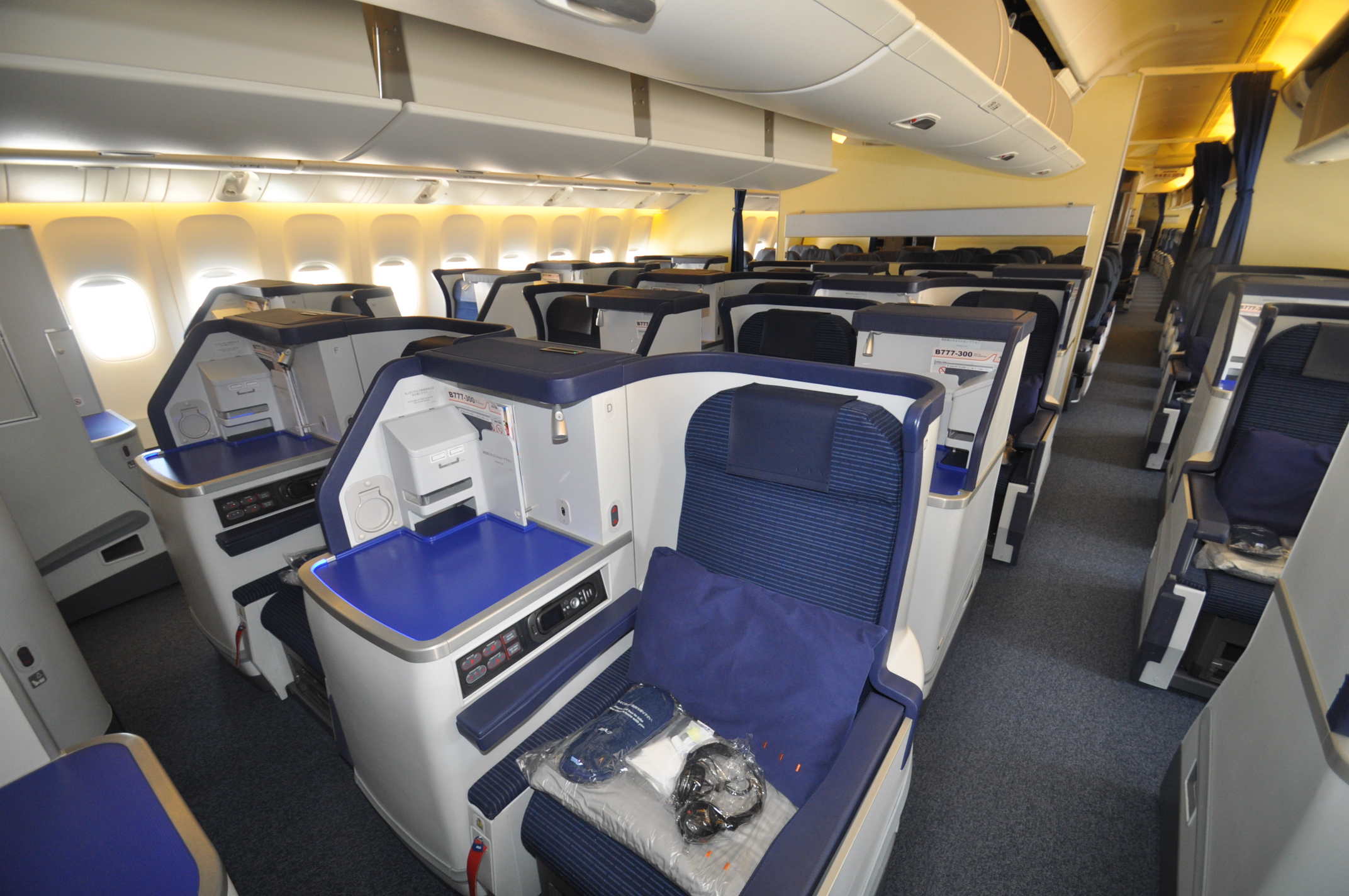
Imagem ilustrativa

A Classe Executiva (ou de Negócios) em um avião, é uma classe que apresenta níveis de conforto de qualidade superior, situando-se entre a Classe Económica e a Primeira Classe. No entanto, actualmente, diversas companhias aéreas apenas oferecem a classe económica e a executiva, como meio de reduzir os custos.
A primeira companhia aérea a oferecer este serviço foi a Qantas, em 1979. Em 1 de Novembro de 1981, a SAS introduziu a EuroClass, separando os lugares no avião em diferentes cabinas, disponibilizando um check-in, e uma sala de espera, exclusivo para os passageiros que adquirissem bilhete na tarifa máxima da classe executiva. Ao mesmo tempo, a sua primeira classe foi abolida da frota.

## Características
Habitualmente, a classe executiva é oferecida nos voos de longo-curso e intercontinentais. No entanto, na Europa, este serviço consiste num aumento da qualidade da classe económica. Uma cortina separa os sectores da económica da executiva, que se situam na mesma cabina. Dependendo da procura, assim o avião é configurado para receber mais, ou menos, passageiros em classe executiva, sendo os lugares ajustados para melhorar o conforto. Nos voos de longa duração, são disponibilizados três tipos de assentos: 
- Reclináveis num ângulo de 160º;
- Reclináveis num ângulo de 180º, mas afastados do piso da cabina;
- Reclináveis num ângulo de 180º, mas posicionados ao nível do piso da cabina, tornando-os mais confortáveis.

Uma das características desta classe é a flexibilidade de utilização do bilhete para viajar em data diferente da original, e o serviço de alimentação oferecido.